# Kościół św. Stanisława Biskupa w Bogdanowie
Kościół św. Stanisława Biskupa – rzymskokatolicki kościół filialny w miejscowości Bogdanów (województwo opolskie). Świątynia należy do parafii św. Jerzego w Kobieli w dekanacie Grodków, diecezji opolskiej. Dnia 17 czerwca 1966 roku, pod numerem 1573/66 kościół został wpisany do rejestru zabytków nieruchomych województwa opolskiego.

## Historia kościoła
Kościół został wybudowany na początku XIX wieku.